# Kroaz du

Bandera Kroaz du

La bandera llamada Kroaz du, que significa «cruz negra» en bretón, es una de las banderas utilizadas por los bretones desde la Edad Media. Con las banderas ducales es una de las banderas bretonas más antiguas conocidas.
Algunos escritores recientes atribuyen su origen a la Tercera Cruzada (1188). Durante la Primera Cruzada, el emperador Alejo I Comneno fue cortado de su manto púrpura de la cruz roja que se distribuyó a los peregrinos para que puedan cruzar el imperio bizantino sin problemas. Esta cruz fue levantado rápidamente por los cruzados. Según la tradición, en 1098, en la Batalla de Antioquía, los cristianos han sido ayudados por los ejércitos angelicales vestidos de blanco y montando caballos blancos. Sus banderas, los cruzados jugaron, eran blancas con cruces rojas.